# Machaerina anceps
Machaerina anceps là loài thực vật có hoa trong họ Cói. Loài này được (Poir.) Bojer mô tả khoa học đầu tiên năm 1837.